# Amtsgericht Hammelburg

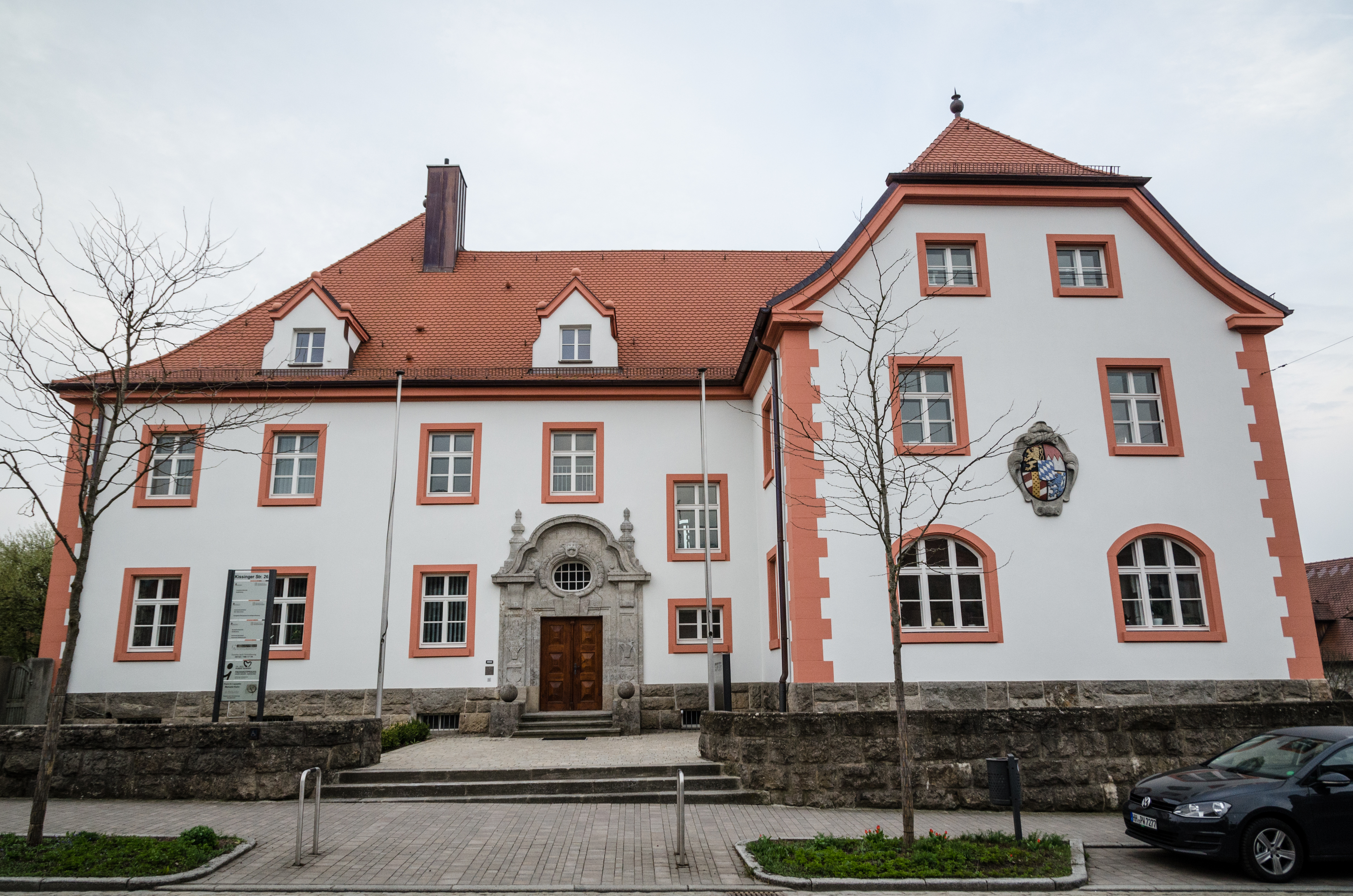
Amtsgericht Hammelburg (2013)

Das Amtsgericht Hammelburg war ein von 1879 bis 1973 bestehendes bayerisches Gericht der ordentlichen Gerichtsbarkeit mit Sitz im unterfränkischen Hammelburg.

## Geschichte
Seit 1819 bestand ein bayerisches Landgericht älterer Ordnung. Mit Inkrafttreten des Gerichtsverfassungsgesetzes am 1. Oktober 1879 errichtete man in Hammelburg ein Amtsgericht, dessen Sprengel sich aus den Gemeinden des bisherigen Landgerichtsbezirks Hammelburg zusammensetzte. Übergeordnete Instanzen waren das Landgericht Schweinfurt und das Oberlandesgericht Bamberg.
Mit Wirkung zum 1. Juli 1973 wurden die Amtsgerichte Bad Kissingen, Münnerstadt, Hammelburg und Brückenau zum Amtsgericht Kissingen zusammengelegt. Forderungen, das Amtsgericht für den im Rahmen der Gemeindegebietsreform von 1972 neu geschaffenen Landkreis Bad Kissingen nach Hammelburg zu verlegen, wurden nicht umgesetzt.
Die am 1. Juli 1973 eingerichtete Zweigstelle des Amtsgerichts Bad Kissingen in Hammelburg wurde Ende Juli 2009 aufgehoben.

## Gerichtsgebäude
Das ehemalige Amtsgericht ist ein zweiflügeliger Gebäudekomplex mit zweigeschossigen, verputzten Walmdach- bzw. Halbwalmdachbauten in Formen des reduzierten Historismus von Anton Schick aus dem Jahr 1912.